# Air Kazakhstan
Air Kazakhstan era una compagnia aerea del Kazakistan che in seguito divenne la sua compagnia di bandiera dopo la chiusura per fallimento della Kazakhstan Airlines. Aveva sede ad Almaty, la città più popolosa dello Stato, e possedeva rotte che la collegavano all'Europa e alla Turchia.

## Storia

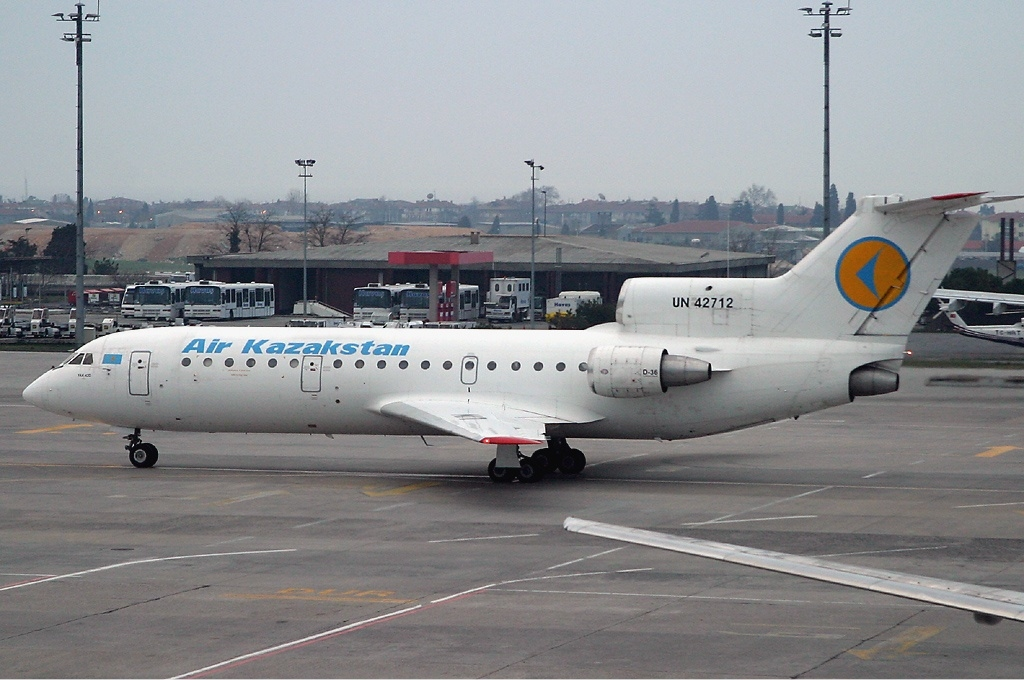
Uno Yak-42 di Air Kazakhstan ad Istanbul nel 2004.

La compagnia aerea era stata fondata nel 1991 come Kazakhstan Airlines, ma cambiò ragione sociale in Air Kazakhstan il 10 marzo 1997 (scritto come "Air Kazakstan" fino al 2001). Cessò l'attività il 29 febbraio 2004, dopo aver accumulato pesanti debiti, e venne dichiarata fallita nell'aprile 2004 dal tribunale di Almaty.
Air Astana le succedette come compagnia di bandiera del paese.

## Flotta

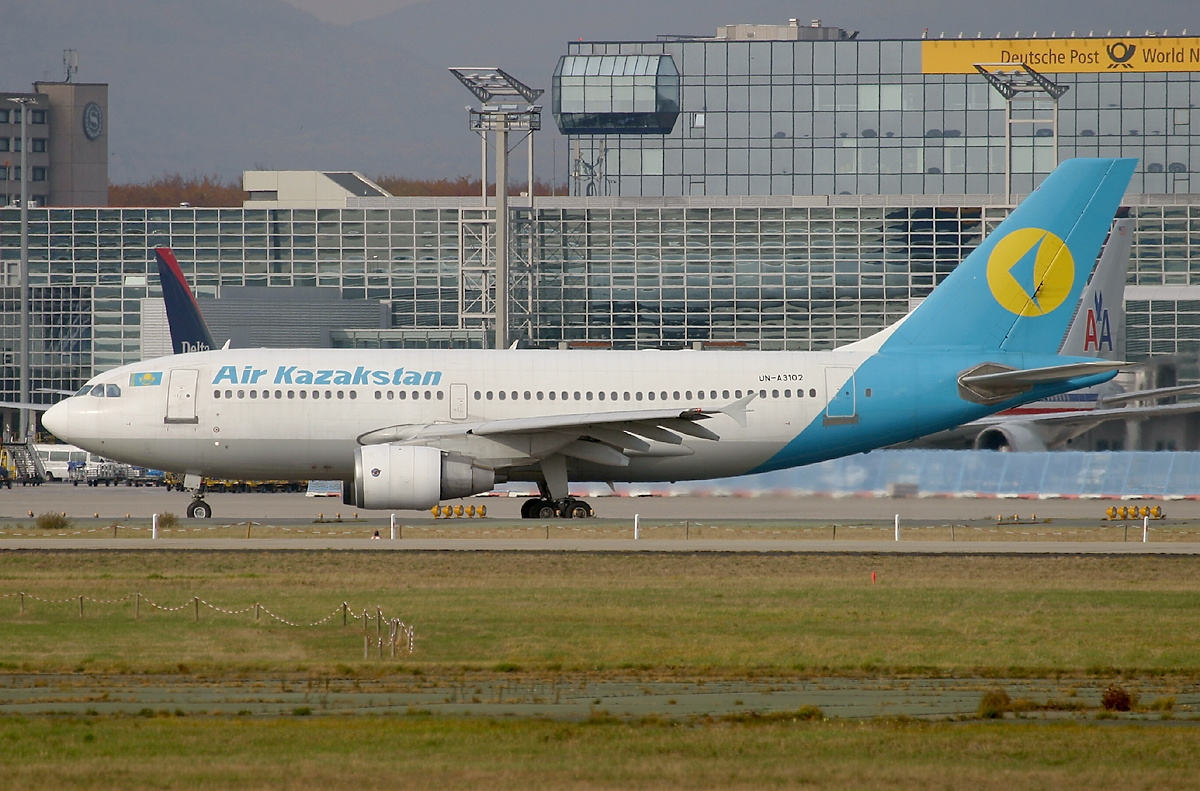
L'Airbus A310 UN-A3102 di Air Kazakhstan all'Aeroporto di Francoforte sul Meno il 2 novembre 2003.

La flotta di Air Kazakhstan comprendeva velivoli di fabbricazione russa come Tupolev Tu-154M e Yakovlev Yak-42 (già compresi in Kazakhstan Airlines), ma anche aerei costruiti in occidente come l'Airbus A310.